# Rhodeswood Reservoir
Rhodeswood Reservoir är en reservoar i Storbritannien.   Den ligger i riksdelen England, i den centrala delen av landet, 250 km nordväst om huvudstaden London. Rhodeswood Reservoir ligger 184 meter över havet. Den ligger vid sjön Valehouse Reservoir. I omgivningarna runt Rhodeswood Reservoir växer i huvudsak blandskog.